# 옵발덴주
옵발덴주(독일어: Obwalden)는 스위스 중부에 있는 주이다. 스위스 연방을 구성하는 26개 주 중 하나이다. 옵발덴주는 7개의 지자체로 구성되어 있으며, 정부와 의회의 소재지는 자르넨에 있다. 옵발덴주는 전통적으로 반주로 간주되었으며, 나머지 반은 니트발덴주이다.
옵발덴은 스위스 중부에 있으며, 스위스의 지리적 중심을 포함한다. 북쪽으로는 루체른주, 동쪽으로는 니트발덴주와 우리주, 남쪽으로는 베른주와 접한다. 주는 본질적으로 루체른 호수 남쪽의 자르너 아 계곡에 있으며, 엥겔베르크 주변에 거주지가 있다. 가장 작은 주 중 하나로 가장 큰 도시는 자르넨이고, 케른스와 알프나흐가 그 뒤를 잇는다.
니트발덴과 함께 옵발덴은 우리주와 슈비츠주와 함께 1315년의 브룬넨 조약에 명명된 구스위스 연방의 창립에 참여한 세 참가자 중 하나인 운터발덴의 산림 주의 일부였다. 운터발덴은 14세기와 15세기에 걸쳐 니트발덴과 옵발덴이라는 두 개의 별도 지역으로 분할된 것으로 보인다.

## 개요
스위스 중앙부, 알프스산맥 기슭에 위치하며, 북쪽에는 루체른호가 있다. 본래 운터발덴 주의 일부였다. 운터발덴은 1291년 슈비츠·우리와 함께 처음으로 스위스 동맹을 구성하였다. 운터발덴은 가운데의 삼림 지역을 경계로 강 하류와 상류 지역으로 나뉘어 있었고, 1340년 하류 지역은 니트발덴주, 상류 지역은 옵발덴 주의 반주(半州)로 분리되었다. 옵발덴과 니트발덴은 운터발덴이라는 이름 아래에서 같은 목소리를 냈으나, 때로는 독자적으로 행동하기도 했다. 나폴레옹 시기 헬베티아 공화국에 대한 저항 문제 등에서 연방에 대한 저항이 심했던 니트발덴과 옵발덴이 행정적으로 완전히 분리되었다. 1815년 니트발덴 주가 연방 헌법을 받아들이지 않자, 옵발덴 주는 당시까지 독립된 지역이던 엥겔베르크 수도원 지역을 합병해 현재 그 지역은 니트발덴주를 넘은 지역에 월경지 형태로 옵발덴주에 속해 있다.
소규모 농업과 제조업이 이루어진다. 알프스산맥의 관광지가 발달해 있으며, 특히 엥겔베르크 지역이 유명하다. 주민은 주로 독일어를 쓰며, 가톨릭 신자이다.

## 역사
옵발덴은 니트발덴주과 함께 운터발덴주를 구성하는 두 계곡 중 하나이다. 역사를 통틀어 정치적 상황과 독립의 정도는 매우 다양했다. 1291년과 1309년 사이에 운터발덴은 초기 스위스 연방에 가입했다. 그 시간 동안 옵발덴은 운터발덴 옵 뎀 케른발트(Unterwalden ob dem Kernwald)로 알려졌으며, 니트발덴은 운터발덴 니트 뎀 케른발트(Unterwalden nit dem Kernwald)였다. 동맹회의(Tagsatzung)에서 운터발덴의 표는 두 계곡으로 나뉘었다. 1798년과 1803년 사이에 발트슈테텐주의 자르넨 지역이 되었다. 1803년부터 1999년까지 그것은 옵발덴의 반주였다. 1999년에 새로운 연방 헌법은 지정된 절반의 칸톤 폐지하고, 옵발덴을 전체 주로 만들었다. 비록 그들이 여전히 상원에서 대표를 공유하고 절반의 투표권을 가졌음에도 불구하고 말이다. 옵발덴의 복잡한 역사로 인해 옵발덴, 니트발덴, 운터발덴의 역사가 겹치는 부분이 있을 수 있다.

### 선사시대
옵발덴에서 가장 오래된 고고학적 흔적은 기원전 8천년의 돌칼이다. 그것은 브란트에서 룽게른에 의해 발견되었다. BC 4000년경의 2개의 호르겐 문화 유적지가 주에서 발견되었다. 기스빌에서는 도끼 한 개와 뼈날 두 개, 빌렌에서는 망치 도끼가 발견되었다. 옵발덴의 계곡에는 이 기간 동안 최소한 일시적으로 사람이 거주한 것으로 보이지만, 농업이나 영구 정착의 증거는 발견되지 않았다.
케른즈의 포리바흐에 있는 초기 청동기 시대 무덤은 기원전 2000년에서 기원전 1700년 사이에 주변 지역에 정착지가 있었음을 암시한다. 같은 기간 동안 자르넨 호수 기슭을 따라 정착촌이 있었을 수도 있다. 기원전 1500년에서 1100년 사이에는 렝그 고개의 주거지와 고개 위의 고산 목축 캠프를 비롯한 여러 다른 정착지가 있었다. 주의 많은 지명이 켈트 또는 갈로로마인의 뿌리를 가지고 있다.
1914-15년에 로마의 영지가 알프나흐에서 발굴되었다. 건축물은 1세기 후반에 지어졌으며 270년 화재로 본관이 파괴될 때까지 계속 운영되었다.
700년경에 알라마니족이 옵발덴으로 이주하기 시작했다. 갈로로마인이 고원에 살았던 동안 그들은 처음에 호수 주변에 정착했다. 알라마니의 영향은 자르넨 호수와 많은 지명이 -ingen, -wil 및 -hofen으로 끝나는 케른즈 고원 주변에서 두드러진다. 갈로로마인은 필라투스산, 기스빌러슈토크와 멜히 계곡 주변에 남아있었다. 8세기에서 11세기 사이에 두 집단은 서로 결혼했고, 결국 모두 독일화되었다. 9세기경, 이곳은 부르고뉴 제2왕국의 일부였다. 신성 로마 제국의 황제 콘라트 2세의 1032-33년 겨울 군사 작전 이후 신성 로마 제국의 일부가 되었다. 옵발덴은 아르가우 출신의 렌츠부르크의 백작에게 주어졌다. 백작들은 란덴부르크 언덕에 성을 건설하여 땅을 통제할 수 있도록 했다.

### 중세 초기
중세 초기에 옵발덴의 대부분의 땅은 수도원(특히 무르바흐-루체른과 베로뮌스터 수도원)에 의해 통제되었다. 중세 초기에 옵발덴의 대부분의 땅은 수도원(특히 무르바흐-루체른과 베로뮌스터 수도원)에 의해 통제되었다. 이 기간 동안 수도원은 권위와 교구를 옵발덴으로 퍼뜨리기 시작했다. 자르넨의 성 베드로 교회는 1036년에 처음 언급되었지만, 8세기 교회 위에 세워졌다.